# Park Pamięci Wielkiej Synagogi w Oświęcimiu
Park Pamięci Wielkiej Synagogi w Oświęcimiu – park i pomnik poświęcony pamięci Wielkiej Synagogi w Oświęcimiu, zniszczonej na początku II wojny światowej.

## Lokalizacja
Park zlokalizowany jest przy ulicy Berka Joselewicza, w pobliżu Rynku w Oświęcimiu.

## Historia
W 1939 roku Wielka Synagoga w Oświęcimiu – największa żydowska świątynia w mieście – została podpalona, a następnie zburzona przez niemieckich okupantów w nocy z 29 na 30 listopada 1939 roku. Po wojnie świątyni nie odbudowano. Miejsce, w którym stała synagoga, pozostawiono puste, jako świadectwo wydarzeń wojennych. Z biegiem lat pusty teren zajmowany wcześniej przez synagogę zarosły drzewa i krzewy.
Blisko 80 lat po zniszczeniu synagogi mieszkańcy Oświęcimia podjęli decyzję o utworzeniu na tym terenie parku upamiętnienia i refleksji. Projekt powstał z inicjatywy Centrum Żydowskiego w Oświęcimiu i został zrealizowany dzięki zbiórce, w której udział wzięli mieszkańcy Oświęcimia, lokalni przedsiębiorcy, instytucje publiczne, a także potomkowie oświęcimskich Żydów. Park otwarto 28 listopada 2019 roku. 

## Architektura i symbolika

### Architektura

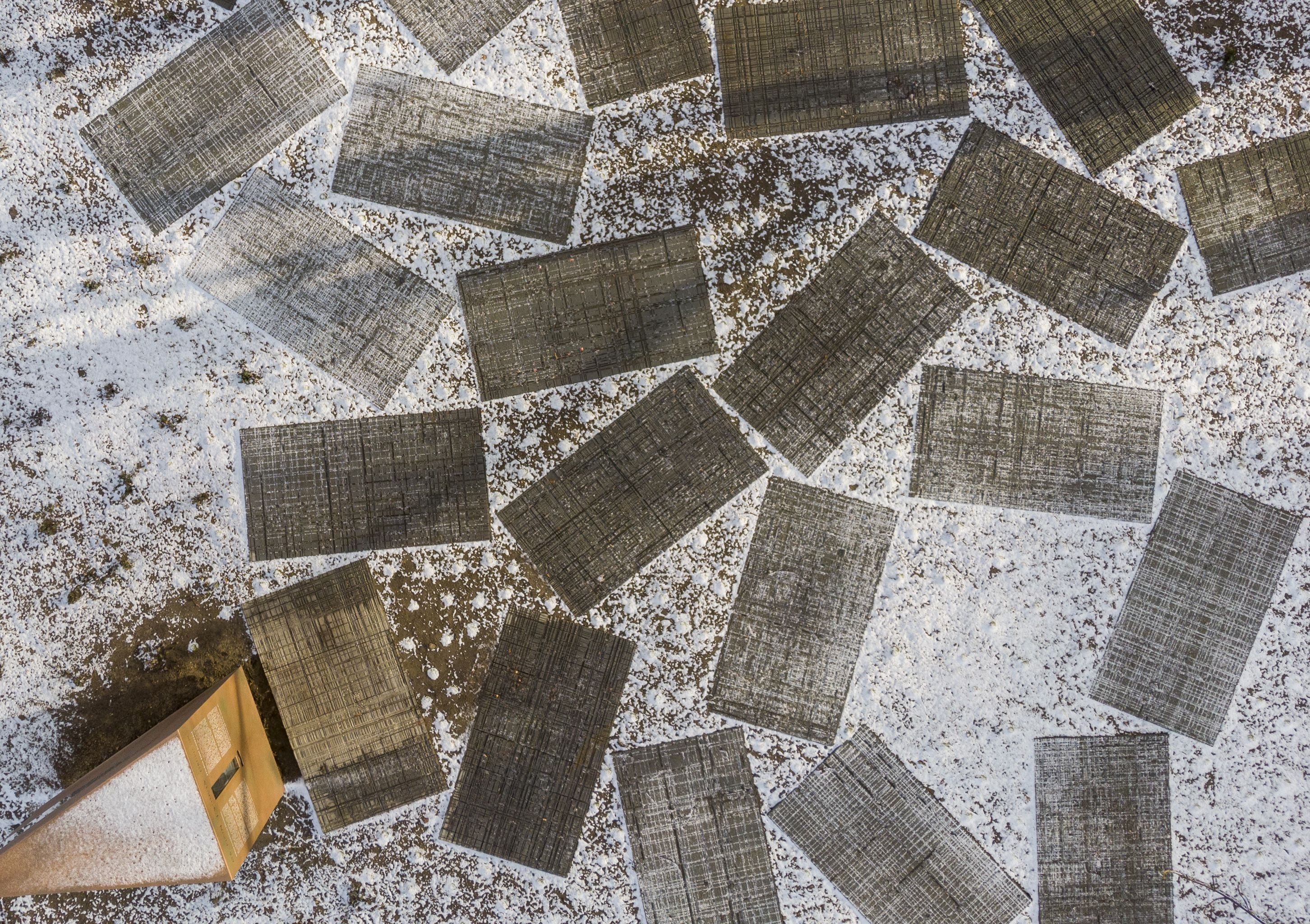
Park Pamięci – płyty

W parku znajdują się tablice opowiadające o historii synagogi, ławki dla odwiedzających, na których umieszczono symboliczne perforacje przedstawiające znaki zodiaku – odzwierciedlenie ornamentyki z Wielkiej Synagogi – oraz zieleń: różne gatunki drzew, krzewów i kwiatów. Miejsce ma zapewniać mieszkańcom i turystom spokój i przestrzeń do refleksji.
Projekt założenia architektonicznego ma przypominać o kształcie nieistniejącej już synagogi. Wokół płyt granitowych poprowadzono obrys rzutu świątyni w postaci cienkiego krawężnika oddzielającego centrum parku od otaczającej zieleni. Głównym elementem architektonicznym parku jest mozaika czterdziestu płyt z szarego piaskowca. Elementem każdej z płyt, o wymiarach 120x220 cm, są „reliefy” utworzone przez żłobienia różnej głębokości, których wygląd zmienia się pod wpływem zmian oświetlenia – zmiennej pogody, nasłonecznienia, deszczu, czy śniegu.
W parku znajduje się także ekspozytor ze zdjęciem synagogi oraz przestrzennym modelem bożnicy, a także tablica zawierająca informacje o historii miejsca pamięci.

### Symbolika

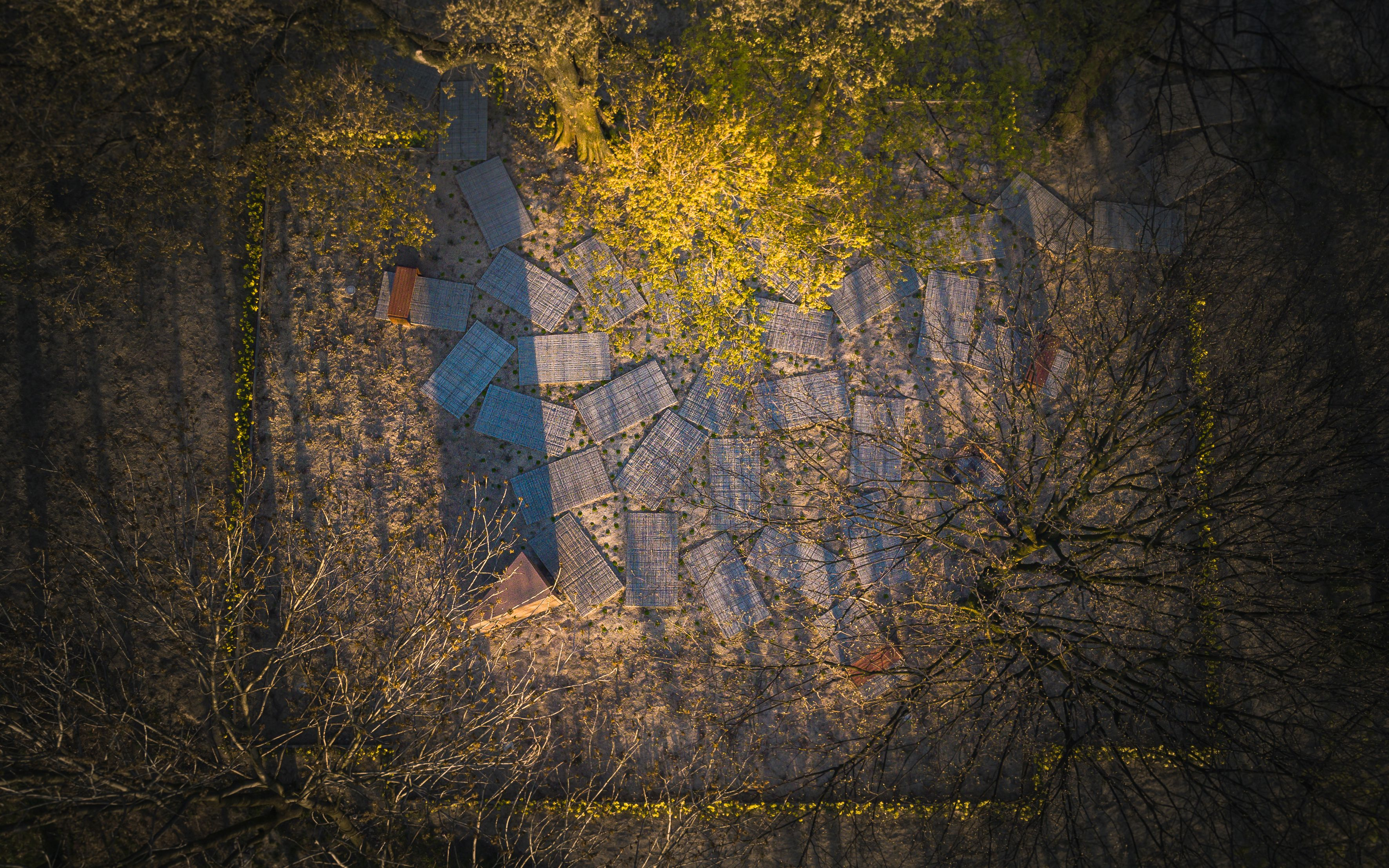
Park Pamięci – widok z lotu ptaka

Granitowe płyty, uznane wcześniej za odpad przemysłowy, zostały wybrane ze względu na linie nacięć powstałe, gdy płyty służyły za podstawy do cięcia innych surowców. Nacięcia różnej głębokości przecinają się i podążają w różnych kierunkach, co można odczytywać jako symboliczne przedstawienie krzyżujących się i zmierzających w różne strony ludzkich losów.
Park został stworzony także po to, by przypominać o przedwojennej, wielokulturowej historii Oświęcimia i tradycji otwartości na różne kultury, religie i tradycje.

## Nagrody architektoniczne
Projekt parku i realizacja w przestrzeni miejskiej otrzymały kilka nominacji oraz nagród architektonicznych:
- Nominacja do Nagrody Unii Europejskiej w konkursie architektury współczesnej im. Miesa van der Rohe (nominacja w roku 2021, na rok 2022)[10][11][12]
- Nagroda Województwa Małopolskiego im. Stanisława Witkiewicza[8]
- Konkurs „Życie w Architekturze” w kategorii „Najlepsza Przestrzeń Publiczna w Polsce w latach 2015–2019”
- I nagroda w kategorii „Przestrzeń publiczna w Zieleni”, konkurs Towarzystwa Urbanistów Polskich[13][14].